# Cəbrayıl járás
A Cəbrayıli járás (azeri nyelven: Cəbrayıl rayonu) Azerbajdzsán egyik járása. Székhelye Cəbrayıl.

A Cəbrayıli járás elhelyezkedése Azerbajdzsánban

A vitatott státusú Hegyi-Karabahban található.

## Népesség
- 1979-ben 43 047 lakosa volt, melyből 42 415 azeri, 434 orosz és ukrán, 41 örmény, 33 lezg, 18 avar, 16 tatár, 10 grúz, 2 udin, 1 tat.
- 1999-ben 59 318 lakosa volt, melyből 59 275 azeri, 36 orosz, 2 tatár, 1 lezg.
- 2009-ben 70 585 lakosa volt, melyből 70 546 azeri, 19 orosz, 5 talis, 3 tatár, 2 török, 2 ukrán, 8 egyéb.